# Zjukovskij

Stadens vapen.

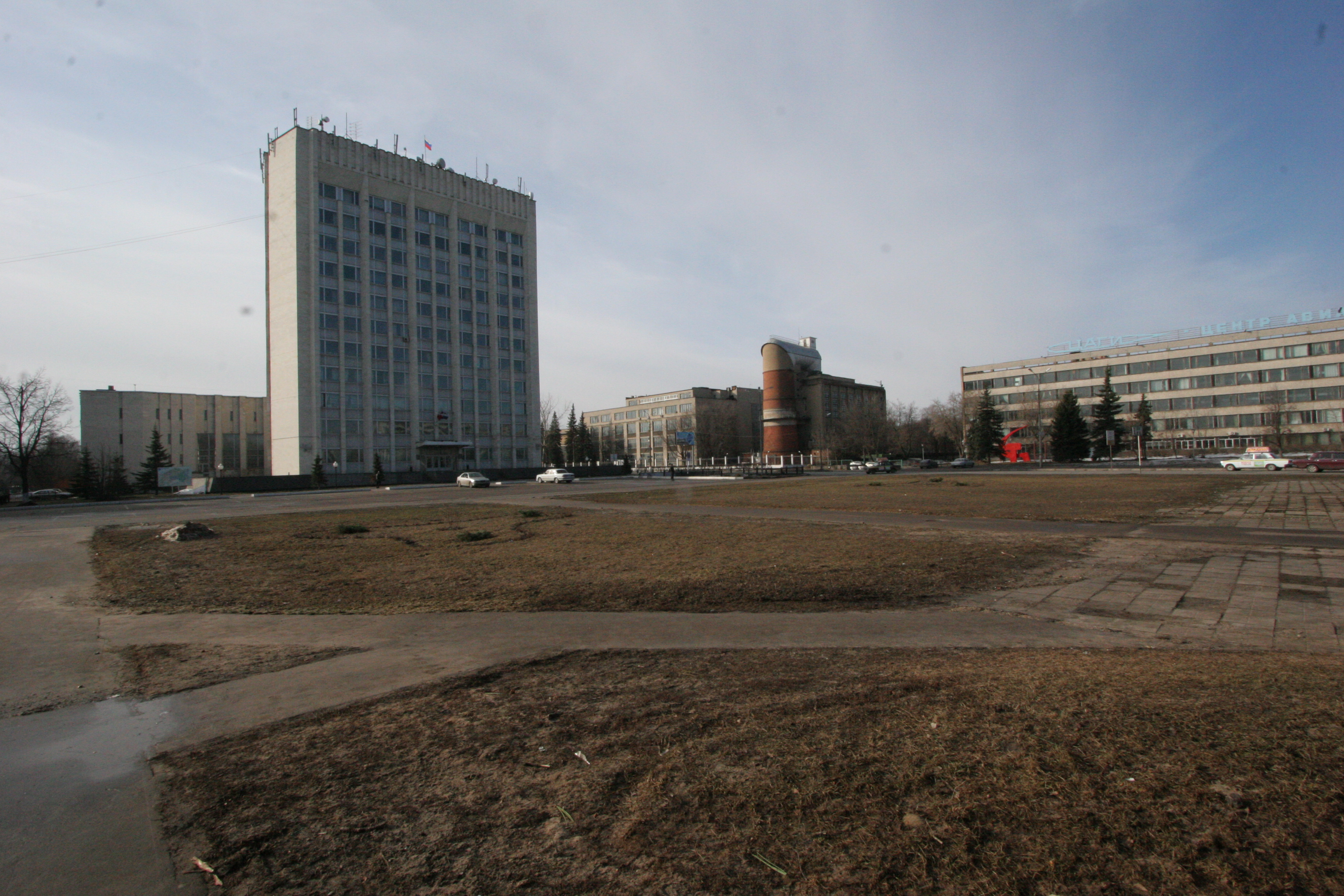
Stadshuset (till vänster) och CAGI.

Zjukovskij (ryska Жуко́вский) är en stad i Moskva oblast, Ryssland. Den ligger ungefär 40 km sydost om Moskva och hade 107 815 invånare i början av 2015.
Staden är ett centrum för Rysslands militära flygindustri och var under Sovjettiden avspärrad. Här finns Europas största start- och landningsbana, 120 meter bred och 5,4 km lång.
Ett tidigare datjaområde, Otdych, ombildades 1935 till samhället Stachanovo, uppkallat efter gruvarbetaren Aleksej Stachanov. Det fick stadsrättigheter 23 april 1947 och staden döptes om till Zjukovskij, efter fysikern Nikolaj Zjukovskij som var en pionjär inom aerodynamiken. I staden finns två flygtekniska forskningsinstitut: LII (Лётно-исследовательский институт имени М. М. Громова, Flygtekniska högskolan uppkallad efter M. M. Gromov, grundad 1941) och CAGI (Центра́льный аэрогидродинами́ческий институ́т, Centrala aero-hydrodynamiska institutet, grundat 1918). Efter Sovjetunionens fall har deras betydelse som arbetsgivare minskat. Staden har också annan högteknologisk industri som är underleverantörer till flygverksamheten.
Staden är också ett centrum för friidrott i Moskvaregionen. En ny idrottsstadion, "Meteor", invigdes 2005.